# Joan Harrison (zwemster)
Joan Cynthia Breetzke-Harrison (Oos-Londen, 29 november 1935 – 20 mei 2025) was een Zuid-Afrikaans zwemster, gespecialiseerd in de rugslag en vrije slag. Ze werd in 1952 olympisch kampioen op de 100 meter rugslag en veroverde drie titels op de Gemenebestspelen.

## Biografie
Harrison was de dochter van een sportief echtpaar: haar vader was rugbyer, haar moeder zwemster. Ze bleek al snel ook talent voor zwemmen te hebben. Op haar dertiende bezat ze namelijk drie records bij de junioren en twee bij de senioren, en won ze tevens twee nationale zwemtitels op de vrije slag. In 1950, ze was toen veertien, won ze goud op de 440 yards vrije slag en brons op de 110 yards vrije slag op de Gemenebestspelen. Ze werd er uitgeroepen tot buitengewone zwemster van het toernooi.
Op de Olympische Zomerspelen in Helsinki (1952) veroverde ze voor Zuid-Afrika de eerste, en tot 1996 de enige, olympische gouden medaille bij het zwemmen. Bij de Gemenebestspelen van 1954 won Harrison twee gouden medailles, één zilveren en één bronzen medaille. Hoewel ze zich hierna vooral focuste op hockey, keerde ze in 1956 nog wel terug bij de nationale zwemkampioenschappen (en won op twee afstanden). Ze mocht naar de Olympische Zomerspelen van Melbourne, maar besloot niet te gaan.
Harrison huwde in 1956. Ze werd in 1982 opgenomen in de International Swimming Hall of Fame.
Harrison overleed op 20 mei 2025 op 89-jarige leeftijd.

## Erelijst
- Olympisch kampioen: 1952.
- Gemenebestkampioen: 1950, 1954.

1924: Sybil Bauer ·
1928: Marie Braun ·
1932: Eleanor Holm ·
1936: Nida Senff ·
1948: Karen Harup ·
1952: Joan Harrison ·
1956: Judy Grinham ·
1960: Lynn Burke ·
1964: Cathy Ferguson ·
1968: Kaye Hall ·
1972: Melissa Belote ·
1976: Ulrike Richter ·
1980: Rica Reinisch ·
1984: Theresa Andrews ·
1988: Kristin Otto ·
1992: Krisztina Egerszegi ·
1996: Beth Botsford ·
2000: Diana Mocanu ·
2004: Natalie Coughlin ·
2008: Natalie Coughlin ·
2012: Missy Franklin ·
2016: Katinka Hosszú ·
2020: Kaylee McKeown ·
2024: Kaylee McKeown